# جروت

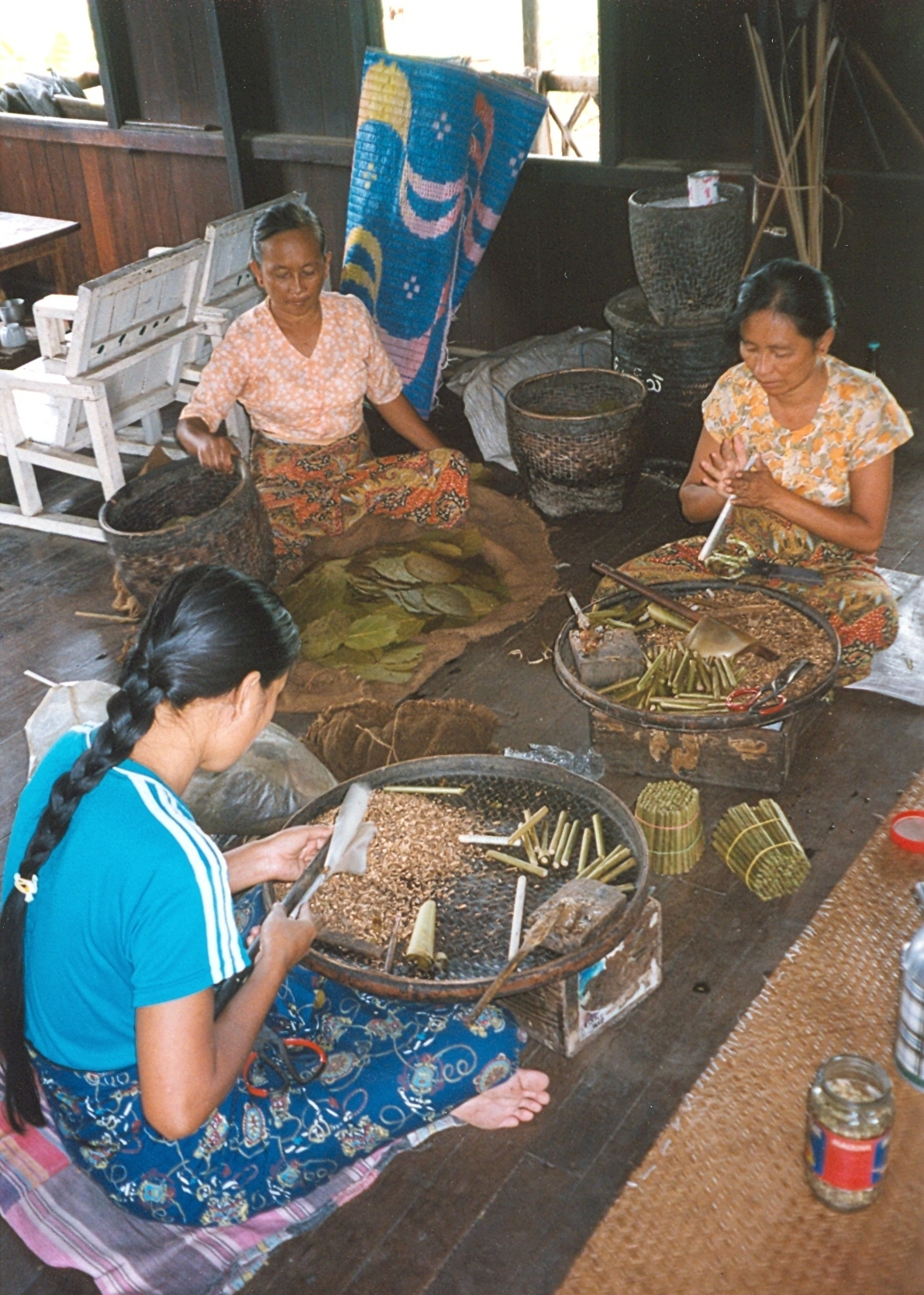

الچروت أو الجروت أو الشروت أو الشيروت (من اللغة التاميلية சுருட்டு) لفافة تدخين تشبه السيجار ولكن تختلف عنه بنوع الأوراق النباتية المستخدمة والمكونات الإضافية وطريقة اللف والتدخين. الچروت الأصلي لا يزال شائعا اليوم في جنوب شرق آسيا.
كلمة چروت دخلت العامية العراقية في القرن الثامن عشر بلفظ إنجليزي محرف للكلمة الفرنسية شروت Cheroot التي هي بدورها تحريف للكلمة التاميلية شوروتّو (சுருட்டு) ومعناها الضفيرة أو اللفافة. عن البريطانيين الاسكتلنديين والهنود أخذ العراقيون طريقة اللفظ، ولكن في العراق كان العراقيون يطلقون لفظ الچروت على نوع من التتن يُستعمل للنراگيل ثم صارت الچروت اسماَ للسيجار الكوبي أيضاً رغم الاختلاف بين الشيروت والسيجار.
في بداية القرن الحادي والعشرين لم يزل الچروت يصنع يدوياً وميكانيكياً في الهند وفي ميانمار. يتكون من مزيج من لحاء وسيقان وجذور وأوراق التبغ والتنباك ملفوفة في قشر الذرة مربوطة بخيط. للحصول على نكهات مختلفة، قد تضاف إلى الخليط أوراق نباتات أخرى وبهارات وعسل وغيرها خصوصاً إذا كانت مصنعة لتلائم أذواق السيدات.